# لويجي دي كانيو
لويجي «جيجي» دي كانيو (بالإيطالية: Luigi "Gigi" De Cani)‏ (من مواليد 26 سبتمبر 1957) هو لاعب كرة قدم إيطالي وكذلك مدرب كرة قدم سابق.
فاز مع نادي أودينيزي بلقب كأس إنترتوتو في عام 2003.

## روابط خارجية
- لويجي دي كانيو على موقع قاعدة بيانات كرة القدم.إي يو (الإنجليزية)
- لويجي دي كانيو على موقع عالم كرة القدم.نت (الإنجليزية)